# Klusów
Klusów (dawn. alt Klussów, Kłusów; ukr. Клусів), 1951 Bereżne (ukr. Бережне) – dawna wieś, obecnie w granicach miasta Szeptycki na Ukrainie w rejonie szeptyckim obwodu lwowskiego. Rozpościera się wzdłuż ulicy Klusowskiej na północny wschód od centrum Szeptyćkiego, nad Bugiem.
W II Rzeczypospolitej do 1934 samodzielna gmina jednostkowa. Następnie należała do zbiorowej wiejskiej gminy Krystynopol w powiecie sokalskim w woj. lwowskim.
W 1945 nacjonaliści ukraińscy z OUN - UPA zamordowali tutaj 6 Polaków, grabiąc i paląc polskie zagrody.
Po wojnie wieś weszła w skład powiatu hrubieszowskigo w woj. lubelskim. W 1951 roku wieś wraz z całym obszarem gminy Krystynopol została przyłączona do Związku Radzieckiego w ramach umowy o zamianie granic z 1951 roku.